# 데이터 시각화

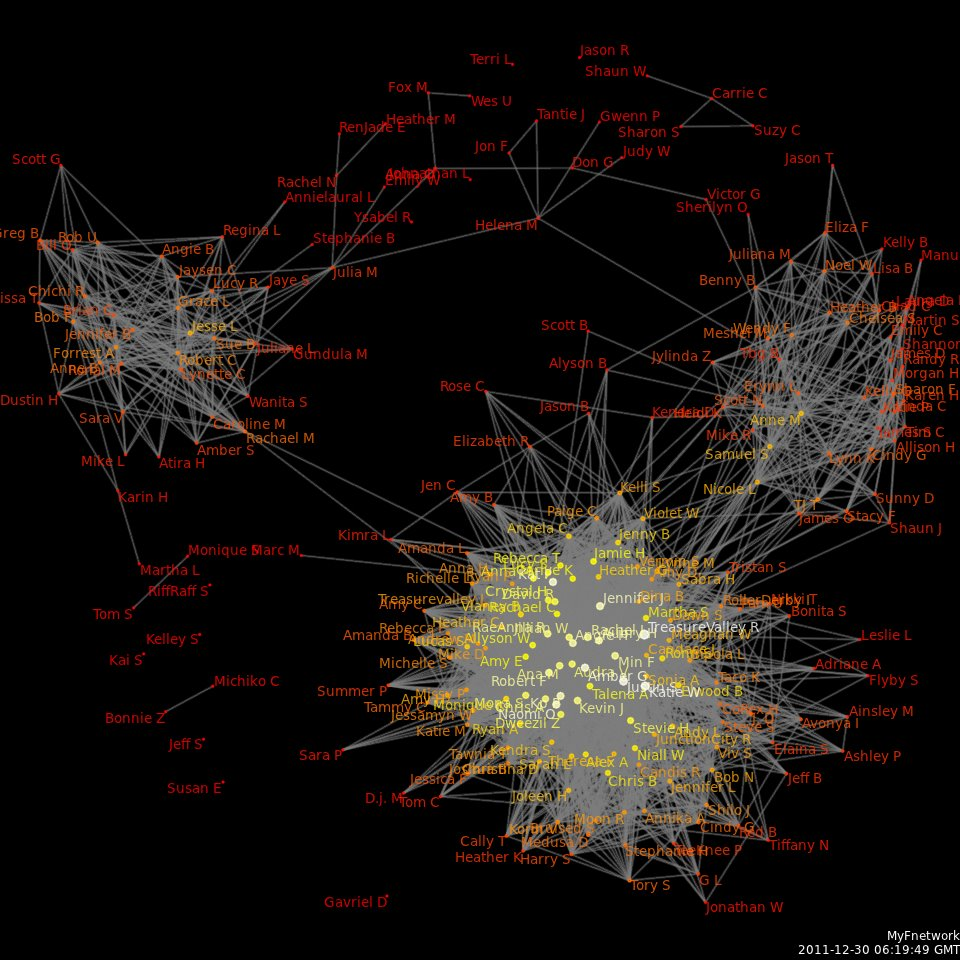
소셜네트워크 데이터의 시각화

데이터 시각화(data visualization)는 데이터 분석 결과를 쉽게 이해할 수 있도록 시각적으로 표현하고 전달되는 과정을 말한다. 데이터 시각화의 목적은 도표(graph)라는 수단을 통해 정보를 명확하고 효과적으로 전달하는 것이다.

## 개요
디지털 시대의 학습자는 영상, 디지털 매체를 비롯해 SNS, 클라우드 서비스 등을 통한 무한정의 데이터에 노출되어 있으며 이와 같은 환경의 변화에 따라 데이터 표현과 수용방식의 변화가 요구되고 있다. 다시 말해 수많은 정보들을 시각적으로 묘사하고 필요한 정보를 효율적이고 명확하게 제공하는 데이터 시각화의 필요성이 증가하고 있다. 최근 빅데이터 기술시장의 성장과 함께 시각화 기술도 중요한 기술요소로 자리잡고 있다. 또한 전통적인 시각화 기술은 주로 시스템 로그나 실험 분석 결과 등에 대한 통계정보를 그래프로 보여주는 방식인데 반해, 빅데이터의 시각화 측면에서는 모든 데이터를 살펴보는 것에 제약이 따르기 때문에 시각화의 기술적인 요소와 더불어 데이터를 요약하고, 한 눈에 살펴볼 수 있도록 돕는 시각화 방법론적 요소의 중요성이 커지고 있다. 데이터 시각화에서는 미적 형태와 기능성 두 가지를 모두 가져가는 것으로 대개 데이터들의 연결과 그룹핑을 표현하는데 초점을 둔다.

## 데이터 시각화 절차의 단계 분류
다음은 ETRI의 시각화 절차의 단계 분류이다.
| 단계             | 설명 |
| ---------------- | --- |
| 정보 조직화 단계 | - 사용자의 정보 인지에 관여 - 혼돈의 상태로 존재하는 데이터를 분류하고 배열하고 조직화하여 질서를 부여                                                                                         |
| 정보 시각화 단계 | - 사용자의 정보 지각에 관여 - 보다 효율적으로 정보 전달을 위해 시각, 청각, 촉각, 미각, 후각의 감각 기관에 최적의 자극을 제시하는 방법 제시                                                     |
| 상호작용 단계    | - 정보와 사용자 간의 상호작용 측면의 사용자 경험을 디자인 - 정보의 인지적 요인뿐만 아니라 지각적 요인을 함께 활용 - 정보 시각화 단계와 밀접하게 연동되면서 동시에 입력 기술의 특성도 함께 고려 |

## 사례

politiz 사이트 화면

- 18대 국회의원의 본회의 표결 데이터로 국회 속기록을 기반으로 한 데이터 시각화 : POLITIZ
- OECD 회원국들의 데이터를 비교하여 회원국의 삶의 질을 지표화 : OECD BETTER LIFE INDEX
- 서울시가 데이터 시각화 솔루션인 DAISY를 사용하여 공공데이터를 시민에게 오픈한 시각화 사례: 서울 열린 데이터 광장

## 연관 개념
- 정보 시각화 (information visualization)는 보통 대규모 데이터를 색채, 통계(도표, 그래프 등), 이미지 등을 활용해 요약적으로 표현하는 것을 의미한다.
- 과학적 시각화(영어판)(scientific visualization)는 실험결과나 시뮬레이션 데이터 등 복잡한 데이터를 쉽게 탐색할 수 있도록 3차원 그래픽 기술 등을 활용하여 시각화하는 기술이다.
- 인포그래픽(information graphics)는 인포메이션과 그래픽의 합성어로, 복잡한 수치나 글로 표현되어 있는 다량의 정보를 차트, 지도, 다이어그램, 로고, 일러스트레이션 등을 활용하여 한눈에 파악할 수 있도록 하는 디자인이다.

## 같이 보기
- 애널리틱스
- 빅 데이터
- 데이터 관리
- 데이터 웨어하우스
- 인포그래픽
- 정보 디자인
- 정보 관리
- 통계적 추론